# Cissy Willich
Franziska Emma „Cissy“ Willich (verheiratete von Scheele; * 1888 in Oldenburg; † 13. Juli 1970 in Bremen) war eine deutsche Lehrerin und Autorin in Deutsch-Südwestafrika und Argentinien.

## Leben
Die Tochter des Großherzoglich Oldenburgischen Ministerialbeamten Friedrich Willich (1846–1917) wuchs in Oldenburg auf und besuchte dort die Höhere Töchterschule bis zur mittleren Reife, danach das Lehrerinnenseminar. 1908 nahm sie eine Stelle als Hauslehrerin in Minden in Westfalen an.
Einige Jahre später erhielt sie eine Stelle bei der Familie von Vietsch in Bückeburg; Wilhelm Adolf Friedrich von Vietsch war Bezirksamtmann von Rehoboth und suchte eine Hauslehrerin für seine kleine Tochter. 1911 reiste sie mit ihren Arbeitgebern nach Deutsch-Südwestafrika und wohnte drei Jahre als Hausdame und Erzieherin bei Familie von Vietsch in Rehoboth.
Auf Vermittlung des Schulrates Bernhard Voigt konnte sie vertretungsweise an der Swakopmunder Regierungsschule unterrichten. Nach ihrer Probezeit wurde sie in den Regierungsdienst übernommen und nach Windhoek versetzt; dort lernte sie ihren künftigen Mann, den Schutztruppenoffizier und Piloten Alexander von Scheele (1887–1939), kennen.
Sie erlebte den Krieg und die Besetzung der Kolonie zunächst in Windhoek; im Oktober 1915 kehrte sie zusammen mit anderen deutschen Zivilisten, darunter u. a. dem Geologen Georg Gürich, auf einem von der südafrikanischen Regierung beschlagnahmten Schiff von Kapstadt nach Deutschland zurück. Im November 1915 traf sie bei ihren Eltern in Birkenfeld ein.
Als sie im Frühjahr 1918 erfuhr, dass Alexander von Scheele bei einem deutsch-englischen Austausch verwundeter Kriegsgefangener freigekommen war, reiste sie ihm nach Rotterdam entgegen, wo sie am 28. März 1918 heirateten. Bis Kriegsende blieb ihr Mann in der neutralen Niederlande interniert.
Als die beiden in Deutschland keine Zukunft für eine Lebensgestaltung sahen, beschlossen sie, nach Argentinien auszuwandern; die dortige Regierung suchte Siedler für das unerschlossene Chaco-Gebiet. 1920 ließen sie sich in Charata (Provinz Chaco) nieder, wo sie eine Farm aufbauten. Cissy Willich schrieb Artikel für die Deutsche La Plata Zeitung.
1934 kehrten sie nach Deutschland zurück. Ihr Mann – zuletzt Luftattaché – stürzte Ende 1939 mit einer Maschine ab und wurde auf dem Flughafen von Tablada bei Sevilla mit einer Gedenktafel geehrt.

## Werke
- Kriegstage in Südwest. Tagebuchblätter aus den Jahren 1914 und 1915, Verlag Gerhard Stalling, Oldenburg i. Gr. 1916. (PDF)
- „... und nähme doch Schaden an seiner Seele!“ Novelle aus dem argentinischen Chaco, in: Kalender für die Deutschen in Brasilien, São Leopoldo, 51. Jg. (1932), S. 161–243.

## Sekundärliteratur
- Klaus Dierks: Chronologie der Namibischen Geschichte von der vorgeschichtlichen Zeit zur Unabhängigkeit, Namibia Wissenschaftliche Gesellschaft, Windhoek 2000, ISBN 99916-40-11-8, S. 115.
- H. E. Lenssen: Chronik von Deutsch-Südwestafrika. Eine kurzgefaßte Aufzählung geschichtlicher Ereignisse aus der Deutschen Kolonialzeit von 1883 – 1915. Gesammelt von H.E. Lenssen. Neubearbeitung mit Anmerkungen und einem Personen- und Ortsnamenregister von Gunter von Schumann, Windhoek 1999, S. 214, 225, 286.
- Werner Tabel: Erlebnisberichte von Journalisten und Schriftstellern aus der Kolonial- und Mandatszeit Südwestafrikas, in: Afrikanischer Heimatkalender, Windhoek 1978, S. 27–54.